# Degehabur-Zone
Die Degehabur-Zone ist eine Verwaltungszone der Somali-Region in Äthiopien. Sie liegt im Nordosten der Region an der Grenze zu Somalia. Hauptstadt der Zone ist Degehabur (Degeh Bur, Dhagaxbuur).

## Bevölkerung
Nach Angaben der Zentralen Statistikagentur Äthiopiens für 2007 hatte die Degehabur-Zone 478.168 Einwohner, von denen 62.584 in städtischen Gebieten lebten. 1997 waren von 324.308 Einwohnern 99,55 % Somali, 99,58 % sprachen Somali als Muttersprache. 4,43 % konnten lesen und schreiben. Die Somali gehören hauptsächlich dem Clan der Ogadeni-Darod an, daneben sind andere Clans wie die Isaaq und Abasguul (Abaskul) vertreten.

## Gliederung
Die Zone ist gemäß den Dokumenten der Zentralen Statistikagentur Äthiopiens von 2007 und einer Karte der Disaster Prevention and Preparedness Agency von 2006 in die fünf Woredas Degehabur, Degehamedo (Degahmadow), Aware, Misraq Gashamo (Gashamo) und Gunagudo (Gunagoda) eingeteilt. In den Dokumenten von 1998 und 2005 wird Gunagudo hingegen nicht genannt, auf einer Karte erscheint das betreffende Gebiet als Teil von Aware. Die Einteilungen innerhalb der Somali-Region sind, oftmals im Kontext lokaler Machtkämpfe, verschiedentlich geändert worden.

## Orte
Größere Orte in der Degehabur-Zone sind Degehabur, Daror, Rabaso, Aboker, Aware, Birkot und Gashamo.

## Wirtschaft
Wichtigste Lebensgrundlage der Bevölkerung ist die Viehzucht, die vorwiegend nomadisch betrieben wird. Der Osten der Zone mit den Woredas Gashamo und Aware gehört zum Haud-Gebiet, in dem Kamele und Kleinvieh gehalten werden. Im westlichen Teil – wo die Flüsse Jerer, Fafen, Sulul und Daakhato aus dem Harar-Plateau von Norden nach Süden fließen – dominiert die Verbindung von Ackerbau mit der Haltung von Schafen, Ziegen, Kamelen und Rindern (Agropastoralismus). Sorghum ist hier das wichtigste Anbauprodukt, daneben wird vor allem im nördlichen Teil, wo das landwirtschaftliche Potenzial höher ist, auch Mais angebaut. Reine Viehzüchter machen eine Mehrheit von schätzungsweise 65 bis 75 % der Bevölkerung aus, Agropastoralisten stellen 25 bis 35 %. Etwa 5 % leben in Städten von nicht-landwirtschaftlichen Aktivitäten. In jüngerer Zeit gehen Viehzüchter, die von Dürre betroffen sind, vermehrt zum Agropastoralismus über. Der Markt von Degehabur ist der wichtigste Markt der Zone, Importgüter werden über Hargeysa (in Nordsomalia/Somaliland) und Hartisheik (in der Jijiga-Zone) eingeführt.
Neben der Jijiga-Zone ist die Degehabur-Zone am stärksten von Abholzung zur Produktion von Holzkohle betroffen. Die Holzkohle wird vor allem an Händler aus Hargeysa verkauft, welche sie zum Teil in die Golfstaaten weiter exportieren.

## Politik
Die Degehabur-Zone ist vom Konflikt zwischen der separatistischen Ogaden National Liberation Front (ONLF) und der äthiopischen Armee betroffen, der sich seit 2007 verschärft hat. Anfang 2007 griff die ONLF den Polizeiposten von Gunagudo an, wobei 25 Menschen getötet worden sein sollen, im April tötete sie bei einem Angriff auf das Ölfeld von Abole (Obole) über 70 chinesische Arbeiter sowie Äthiopier. Das Tal des Fafen und das Gohdi-Becken gelten als „Hochburgen“ der ONLF. Human Rights Watch zufolge hat vor allem die Armee im Zuge ihrer Aufstandsbekämpfungsmaßnahmen Menschenrechtsverletzungen an Zivilisten in der Zone begangen. So wurden in der Umgebung von Degehabur Dörfer zwangsgeräumt und zum Teil anschließend niedergebrannt. Es gab auch Vergewaltigungen, Folter und außergerichtliche Hinrichtungen durch Soldaten.